# Кири (река)
Ки́ри (алб. Kiri) — река в Албании, приток Дрина. Берёт исток в массиве Проклетие у гор Мая-Маде (2010,7 м), Бига (2230,1 м) и Эльбуни (1971 м). Течёт в южном направлении мимо одноимённой деревни, а затем в юго-западном направлении мимо деревни Дришти. Огибает Шкодер с востока и впадает южнее Шкодера в протоку Дринаса (Drinasa). Близ Шкодера, у деревни Меси находится старый каменный мост Меси.

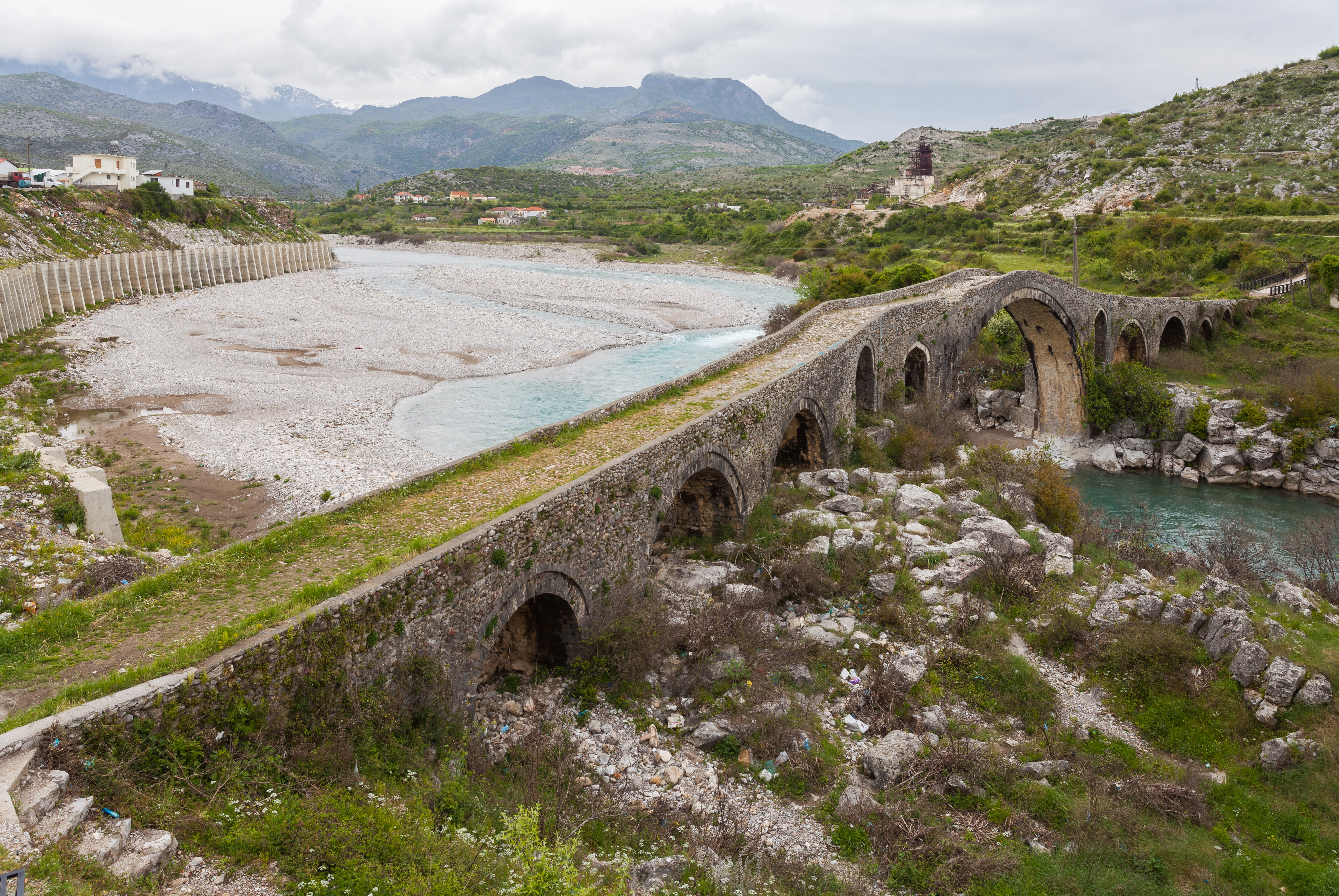
Мост Меси